# GBG Unternehmensgruppe
Die GBG Unternehmensgruppe GmbH vermietet und verwaltet ca. 19.400 Wohneinheiten in der Stadt Mannheim. Das Unternehmen ist eine einhundertprozentige Tochtergesellschaft der Stadt Mannheim.

## Geschichte
Das Unternehmen wurde am 2. Juni 1926 als Gemeinnützige Baugesellschaft Mannheim mbH gegründet. Am 14. Februar 1991 erfolgte die Umbenennung in GBG – Mannheimer Wohnungsbaugesellschaft mbH.  Im November 2023 wurde das Unternehmen in die GBG Unternehmensgruppe GmbH umfirmiert.

## Konzernstruktur
Die GBG Unternehmensgruppe GmbH unterhält folgende Tochtergesellschaften:
- BBS Bau- und Betriebsservice (100 %)[5]
- MWS Projektentwicklungsgesellschaft (52,17 %)[6]
- ServiceHaus Service-GmbH für modernes Wohnen und Leben (100 %)[7]
- FMD Facility Management Dienstleistungen (100 %)[8]
- APH Betreuung und Pflege im Alter (100 %)[9]
- Chance Bürgerservice Mannheim (66,8 %)[10]
- Markthaus Mannheim gGmbH
- GBG Wohnen GmbH
- GBG Vermarktung GmbH
- GBG Sonderimmobilien GmbH
- FnF Mannheimer Gesellschaft zur Förderung von Arbeitsplätzen

Die ServiceHaus GmbH für modernes Wohnen und Leben hält 66,8 % der Anteile an der Chance Bürgerservice Mannheim gGmbH und seit dem 1. April 2020 100 % der Anteile an der Markthaus gGmbH.

## Die Tochter- und Enkeltochterunternehmen
Mit neun Tochter- und zwei sg. Enkelunternehmen trägt die GBG zu einer lebendigen, vielfältigen und nachhaltigen Stadtentwicklung bei. Ihr Ziel ist es, Raum für Zukunft zu schaffen, damit sich Menschen in allen Lebenssituation in Mannheim zuhause fühlen.

### BBS Bau- und Betriebsservice
Die BBS Bau- und Betriebsservice in Mannheim übernimmt im Interesse der Konzernmutter Stadt Mannheim Sanierung, Planung, Bau, Finanzierung, Instandhaltung und Bewirtschaftung von kommunalen Zwecken dienenden Bauten der Stadt Mannheim, insbesondere von Schulen.

### MWS Projektentwicklungsgesellschaft
Die MWS Projektentwicklungsgesellschaft (MWSP) entwickelt für die Stadt Mannheim die über 500 ha großen Konversionsflächen, die nach dem Abzug der US-Streitkräfte im Stadtgebiet frei geworden sind.

### Service Haus
Die ServiceHaus GmbH verstehen sich als Dienstleister für alle Mieter der GBG. Die ServiceHaus bietet drei Kernleistungen:
- Multimedia-Anschluss
- Nebenkostenabrechnungen
- Handwerkerservice, Unterstützung beim Umzug, Mietwagen für Umzug.[14]

### FMD – Facility Management Dienstleistungen
Die FMD GmbH versteht sich als Spezialist für Facility Management Dienstleistungen in der Metropolregion Rhein-Neckar. Zu ihren Dienstleistungen zählen sie hauptsächlich:
- Großküchen
- Gebäudereinigung[15]

### APH – Altenpflegeheime Mannheim GmbH
Die APH verwaltet vier Häuser der Altenpflege in Mannheim. Die APH gehört seit 1. Januar 2022 zur GBG Unternehmensgruppe und verwaltet folgende Häuser:
- Richard-Böttger-Heim mit Platz für 90 pflegebedürftige Menschen[17]
- Pauline-Maier-Haus mit Platz für 108 pflegebedürftige Menschen[18]
- Ida-Scipio-Heim mit Platz für 127 pflegebedürftige Menschen[19]
- Seniorenzentrum Waldhof mit Platz für 133 pflegebedürftige Menschen[20]

#### Enkeltochtergesellschaften

##### Chance Bürgerservice
Die Chance bietet u. a. folgende Dienstleistungen an:
- Concierge-Dienst
- Alltagsbegleitung
- hauswirtschaftlichen Hilfeleistungen und
- Renovierungsservice[21]

##### Markthaus Mannheim
Das Markthaus sieht sich als Spezialist für Secondhand und Lebensmittel im Rhein-Neckar-Raum. Mit 81 Mitarbeitenden und 6 Standorten gilt sie als Teil der GBG Unternehmensgruppe und ServiceHaus.
- Secondhand-Kleidung
- Große Secondhand-Möbel
- Nahversorger-Lebensmittelladen[23]

## Belege
1. 1 2 3   Unternehmensdaten (Memento des Originals vom 16. Februar 2016 im Internet Archive)  Info: Der Archivlink wurde automatisch eingesetzt und noch nicht geprüft. Bitte prüfe Original- und Archivlink gemäß Anleitung und entferne dann diesen Hinweis.
2. 1 2  Konzernabschluss zum 31. Dezember 2019 im elektronischen Bundesanzeiger
3. ↑   gbg-mannheim.de (Memento des Originals vom 17. Februar 2016 im Internet Archive)  Info: Der Archivlink wurde automatisch eingesetzt und noch nicht geprüft. Bitte prüfe Original- und Archivlink gemäß Anleitung und entferne dann diesen Hinweis.
4. ↑  s.pietruska: Neue Organisation für zukunftsweisende Aufgaben: GBG Unternehmensgruppe GmbH und drei Tochterunternehmen entstehen. In: GBG Mannheim. 2. November 2023, abgerufen am 27. Dezember 2023.
5. ↑   BBS Bau- und Betriebsservice GmbH
6. ↑  MWS Projektentwicklungsgesellschaft
7. ↑  Servicehaus GmbH: ServiceHaus GmbH Mannheim. Abgerufen am 7. Juli 2017.
8. ↑  FMD-Mannheim – Eine weitere WordPress-Website. Abgerufen am 30. Oktober 2023.
9. ↑  APH Altenpflege Mannheim: Wer wir sind. In: APH Mannheim. Abgerufen am 30. Oktober 2023.
10. ↑  GBG Wohnungsbaugesellschaft Mannheim - Unternehmensdaten. In: GBG Mannheim. S. 57, abgerufen am 30. Oktober 2023.
11. ↑  GBG Wohnungsbaugesellschaft Mannheim - Unternehmensdaten. In: GBG Mannheim. S. 57, abgerufen am 30. Oktober 2023.
12. 1 2  Unternehmensdaten_BBS
13. ↑  Konversion Mannheim - Offizielle Informationsseite |. Abgerufen am 7. Juli 2017.
14. ↑  E-STARTS: GBG Mannheim. Abgerufen am 7. Juli 2017.
15. ↑  FMD – Raum für Service. In: GBG Mannheim. Abgerufen am 30. Oktober 2023.
16. ↑  APH Altenpflege Mannheim: Wer wir sind. In: APH Mannheim. Abgerufen am 30. Oktober 2023.
17. ↑  APH Altenpflege Mannheim: Richard-Böttger-Heim. In: APH Mannheim. Abgerufen am 30. Oktober 2023.
18. ↑  APH Altenpflege Mannheim: Pauline-Maier-Haus. In: APH Mannheim. Abgerufen am 30. Oktober 2023.
19. ↑  APH Altenpflege Mannheim: Ida-Scipio-Heim. In: APH Mannheim. Abgerufen am 30. Oktober 2023.
20. ↑  APH Altenpflege Mannheim: Seniorenzentrum Waldhof. In: APH Mannheim. Abgerufen am 30. Oktober 2023.
21. ↑  Unsere Dienstleistungen. In: Chance Mannheim. Abgerufen am 30. Oktober 2023.
22. ↑  Über uns. Abgerufen am 30. Oktober 2023.
23. ↑  Markthaus Mannheim – Second Hand, Lebensmittel und mehr. Abgerufen am 30. Oktober 2023.

Koordinaten: 49° 30′ 17,9″ N, 8° 29′ 17,3″ O